# Хайров, Ринат Шамильевич
Ринат Шамильевич Хайров (род. 22 июня 1964 года, Альметьевск, Татарская АССР, РСФСР, СССР) — российский экономист, государственный и политический деятель. Депутат Государственной Думы VI и VII созывов, член фракции «Единая Россия», член комитета Госдумы по обороне.

## Биография
В 1983 году получил профессиональное образование по специальности «регулировщик аппаратуры» окончив Техническое училище № 65 в г. Альметьевске. В 1989 году получил высшее образование по специальности «финансы и кредит» окончив Казанский финансово-экономический институт им. В. В. Куйбышева. В 2004 году прошёл переподготовку по специальности «правовое обеспечение управления» в Поволжской академии государственной службы им. П. А. Столыпина. В 2000 году защитил диссертацию на соискание научной степени кандидата экономических наук. С 1989 по 1992 год работал в Министерстве финансов Татарстана в должности старшего налогового ревизора-инспектора. С 1992 по 1997 год работал в Государственной налоговой инспекции по Республике Татарстан в должности старшего государственного налогового инспектора.
С 1997 по 1998 год работал в ОАО "Акционерный инвестиционный-коммерческий банк «Татфондбанк» в должности председателя правления. В 1998 году работал в Правительстве республики Татарстан первым заместителем министра финансов республики. С 1998 по 2007 год работал в Министерстве налогов и сборов РФ по Республике Татарстан в должности руководителя Управления. С 2004 по 2007 год работал в ОАО "Акционерный инвестиционный-коммерческий банк «Татфондбанк» в должности председателя Правления. С 2007 по 2010 год работал в Министерстве обороны РФ в должности советника министра обороны РФ. С июня по декабрь 2010 г. — доцент кафедры экономики в Татарском институте содействия бизнесу. С декабря 2010 по декабрь 2011 года работал в концерне «Радиоэлектронные технологии» Государственной корпорации «Ростехнологии» в должности первого заместителя генерального директора по государственному оборонному заказу и военно-техническому сотрудничеству.
В декабре 2011 года баллотировался в Госдуму по спискам «Единой России» по республике Татарстан, в итоге распределения мандатов стал депутатом Государственной Думы VI созыва.
В сентябре 2016 года баллотировался от партии «Единая Россия» по одномандатному избирательному округу № 30, в результате выборов был избран депутатом Государственной Думы VII созыва. 

## Законотворческая деятельность
С 2011 по 2019 год, в течение исполнения полномочий депутата Государственной Думы VI и VII созывов, выступил соавтором 303 законодательных инициатив и поправок к проектам федеральных законов.

## Награды и звания
- Орден Почета
- Классный чин государственного советника налоговой службы РФ III ранга.